# 니클라스 옌센
니클라스 크리스티안 몬베르 옌센(덴마크어: Niclas Christian Monberg Jensen, 1974년 8월 17일 ~ )은 덴마크의 전직 축구 선수이자 현직 축구 에이전트이다. 포지션은 레프트백이었으며, 선수 시절 가장 두드러진 성과로는 코펜하겐 소속으로 덴마크 수페르리가 우승을 세 차례 차지한 것이다.
옌센은 네덜란드의 PSV 에인트호번, 잉글랜드의 맨체스터 시티와 풀럼, 독일의 보루시아 도르트문트 등 해외 여러 클럽에서 활약했다. 1998년부터 2008년까지 덴마크 국가대표팀에서 총 62경기에 출전했으며, 2002년 FIFA 월드컵과 UEFA 유로 2004에 참가했다. 1995년에는 덴마크 올해의 U-21 선수상을 수상했다.
그는 덴마크 국가대표 선수 다니엘 옌센의 형이기도 하다.

## 구단 경력
옌센은 덴마크 코펜하겐에서 태어나 덴마크 클럽 B.93에서 축구를 시작했다. 1992년에는 덴마크 수페르리가의 륑뷔 BK로 이적했으며, 1993년 4월에 륑뷔 소속으로 데뷔했다. 그는 1993년 4월부터 1996년 9월까지 수페르리가에서 륑뷔 소속으로 총 92경기에 출전해 5골을 기록했다.
1996년 가을, 옌센은 당시 륑뷔 CEO였던 플레밍 외스테르고르에 의해 매각된 여러 선수 중 한 명이었다. 그는 안데르스 닐센, 데니스 로메달과 함께 네덜란드의 클럽 PSV 에인트호번으로 이적했다. PSV에서의 첫 시즌인 1996–97년 시즌에는 3경기에 출전했으며, 팀은 에레디비시 우승을 차지했다. 하지만 옌센은 사타구니 수술을 두 차례 받는 등 부상에 시달렸고, 네덜란드 국가대표 아르튀르 뉘만의 백업 자원으로 활용되며 1년 반 동안 PSV에서 총 5경기 출전에 그쳤다.
1998년 3월, 옌센은 플레밍 외스테르고르가 신임 CEO로 부임한 코펜하겐에 의해 영입되어 4년 6개월 계약을 체결하고 덴마크로 복귀했다. 이후 약 5년간 FCK에서 활약하며, 2000–01년 시즌 덴마크 수페르리가 우승을 이끌었다. 당시 옌센은 륑뷔 시절 팀 동료였던 토마스 뤼터와 함께 좌우 윙백으로 활약하며, 수페르리가 최고의 윙백 듀오로 평가받았다. 옌센은 1998년 4월부터 2001년 12월까지 수페르리가에서 코펜하겐 소속으로 총 122경기에 출전해 8골을 기록했다. 이후 2002년 1월, 잉글랜드 풋볼 리그 1부의 맨체스터 시티로 이적했으며, 이적료는 55만 파운드였다.
옌센은 그 시즌 남은 18경기에 출전하며, 맨체스터 시티가 2002년 여름 프리미어리그로 승격하는 데 기여했다. 2002년 FIFA 월드컵에서 복귀한 후, 그는 2002–03년 시즌 프리미어리그에서 맨체스터 시티가 리그 9위로 시즌을 마치는 동안 38경기 중 33경기에 출전했다. 하이라이트 중 하나는 리즈 유나이티드와의 홈경기에서 옌센이 환상적인 발리 슛으로 결승골을 기록한 순간이었다. 옌센은 맨체스터 시티 소속으로 리그 51경기에 출전해 2골을 넣었다.
니클라스 옌센은 2003년 7월, 독일 클럽 보루시아 도르트문트에 약 75만 파운드의 이적료로 이적했다. 도르트문트에서 출발은 좋았지만, 결국 브라질 출신 윙백 데데의 백업 역할로 밀려났다. 도르트문트에서 보낸 두 시즌 동안 옌센은 분데스리가에서 총 43경기에 출전해 2골을 기록했다. 도르트문트에서 2년을 보낸 후, 2005년 7월, 잉글랜드로 돌아와 프리미어리그의 풀럼에서 활약했다. 풀럼에서는 과거 륑뷔에서 함께 뛰었던 동료인 클라우스 옌센과 다시 한 팀이 되었다.

## 국가대표팀 경력
B.93에서 뛰는 동안, 옌센은 1990년 7월, 덴마크 U-17 국가대표팀에 데뷔했으며, 1991년 UEFA U-16 축구 선수권 대회에서 3경기를 뛰었다. 륑뷔에서 뛰는 동안 옌센은 1994년 7월, 덴마크 U-21 국가대표팀에 데뷔했으며, 1995년 덴마크 올해의 U-21 선수상을 받았다.
코펜하겐에서 뛰는 동안, 그는 덴마크 국가대표팀 감독 보 요한손 아래에서 성인 국가대표팀에 발탁되었다. 옌센은 1998년 8월, 체코와의 친선 경기에서 데뷔 전을 치렀다. 데뷔 이후 옌센은 두 번째 국가대표팀 경기를 뛸 때까지 2년 이상 기다려야 했다. 새로운 국가대표팀 감독 모르텐 올센 아래에서 옌센은 2000년 11월, 독일과의 친선 경기에 다시 발탁되었다.
그는 2002년 FIFA 월드컵에서 덴마크 국가대표로 선발되었으며, 대회 도중 얀 하인체를 제치고 덴마크의 주전 왼쪽 윙백 자리를 차지했다. 보루시아 도르트문트에서 뛰는 동안, 옌센은 UEFA 유로 2004에 덴마크 국가대표로 선발되었다. 그는 대회 첫 세 경기에 출전했으나, 덴마크가 탈락하기 전 마지막 경기에서는 카스페르 뵈겔룬으로 교체되었다.
2007년 1월, 클럽 풀럼에서 거의 경기를 뛰지 못한 옌센은 국가대표팀 감독 모르텐 올센으로부터 새 클럽을 찾지 않으면 덴마크 국가대표팀에서 제외하겠다는 최후통첩을 받았다. 옌센은 코펜하겐으로 이적했으며, 2008년 3월, 마지막 국가대표 경기를 뛸 때까지 덴마크 국가대표팀 일원이었다. 그는 덴마크 국가대표로 총 62경기에 출전했다.